# 上里町立上里北中学校
上里町立上里北中学校（かみさとちょうりつ かみさときたちゅうがっこう）は、埼玉県児玉郡上里町金久保にある公立中学校である。

## 概要
埼玉県の最北にある、公立中学校。部活動・クラブ活動が盛んで、特に合唱に関しては、「埼玉県小・中学校音楽会 北部・西地区大会」で過去3回の中央大会出場をおさめている。
また、音楽と美術の選択授業時代では、音楽を選択した場合、男性を特設部員として含め、吹奏楽部員と共に「男子合唱部」を立ち上げ、「TBSこども音楽コンクール」に出場、数多くの賞を受賞。
現在、選択授業は廃止され、全生徒が美術、音楽の両方の授業を受けている。
部活動では特に合唱部が歴代優秀な成績を残し、NHK全国学校音楽コンクール、全日本合唱コンクール、TBSこども音楽コンクール等で活躍した。地域・学内外からも受賞のための応援が行われていたが、現在部員減少により、2000年以降部員募集をしていない休部となっている。
しかし2018、2019年では本校吹奏楽部の定期演奏会の特設ステージにて、吹奏楽部員と共に合唱部を復活させ、演奏を行なった。

## 沿革
- 1983年
  - 4月1日 - 上里町立上里北中学校と称し、上里町立上里中学校より分離し開校する。
  - 5月31日 - 校庭整備
  - 6月15日 - 鉄棒、砂場完成
  - 11月28日 - 校章制定
- 1984年
  - 2月26日 - 校歌制定
  - 3月29日 - 体育館完成
  - 5月8日 - 野球バックネット完成
  - 6月21日 - プール完成
- 1985年
  - 2月28日 - 外柵工事完成、テニス防球ネット完成、校庭拡張、西門入り口塗装、花壇設置、東門完成
  - 3月31日 - 運動部 部室棟完成
- 1987年8月20日 - 自転車置き場工事完成
- 1989年
  - 10月21日 - 剣道場完成
  - 11月16日 - 校庭整備完成
- 1992年
  - 4月1日 - 通学区変更（三軒・久保新田・西原・四ッ谷の4地区が当校の通学区となる）
  - 4月7日 - 自転車置き場増築工事完成
- 2013年度 - 空調機設置工事
- 2015年度 - 太陽光発電システム設置
- 2019年度
  - 校舎棟改修工事
  - 体育館用具室雨漏り対策工事

## 学校行事
各年次の校外学習をはじめとして、数多くの行事が行われている。2020年度・2021年度は新型コロナウイルス感染防止の観点から、いくつかの行事が中止・規模を縮小しての実施となった。
| 学期  | 月   | 内容                                   |
| ----- | ---- | -------------------------------------- |
| 1学期 | 4月  | 入学式・始業式・新入生を送る会         |
| 1学期 | 5月  | 中間テスト・校外学習(1年次/上野)       |
| 1学期 | 6月  | 林間学校(2年次/長野)・学校総合体育大会 |
| 1学期 | 7月  | 期末テスト・修学旅行(3年次/奈良•京都)  |
| 2学期 | 8月  | -夏季休業期間-                         |
| 2学期 | 9月  | 文化発表会・体育大会・新人体育大会     |
| 2学期 | 10月 | 中間テスト・生徒会選挙・合唱大会       |
| 2学期 | 11月 | 期末テスト・職場体験(1年次)            |
| 2学期 | 12月 |                                        |
| 3学期 | 1月  | 私立高校入試(3年次)                    |
| 3学期 | 2月  | 期末テスト・県立高校入試(3年次)        |
| 3学期 | 3月  | 3年生を送る会・卒業式・修了式          |

## 校区
- 上里町立神保原小学校校区
- 上里町立賀美小学校校区
- 上里町立上里東小学校の一部（三軒・久保新田・西原・四ッ谷）

## 部活動
運動部
- 陸上部（男女）
- 野球部（男）
- サッカー部（男）
- ソフトテニス部（女子）
- バスケットボール部（男女）
- バレーボール（男女）
- 卓球部（男女）
- 剣道部（男女）

文化部
- 吹奏楽部（男女）
- 美術部（男女）
- PSOC部（男女）

廃部となった部
- ソフトテニス部（男子）
- 理科部
- 書道部
- 園芸部
- 合唱部
- 男子合唱部

## 生徒会活動
全校専門委員会
- 生徒会
- 学級委員会
- 体育委員会
- 美化委員会
- 安全委員会
- 給食委員会
- 保健委員会
- 図書委員会

## 著名な卒業生
- 小暮直樹 - 元サッカー選手
- 田村翔子 (バレーボール) - 元バレーボール選手
- 相原勝幸 - 元プロ野球選手

## アクセス[1]
- JR高崎線神保原駅より徒歩15分
- 上里町コミュニティバス  こむぎっち号

《行き》
神保原駅北口→イオンタウン上里　下車徒歩約10分　（中央ルート）
《帰り》
上里北中学校→神保原駅北口　（北部ルート:アグリパーク上里循環）
イオンタウン→神保原駅北口　（中央ルート）